# Нижние Куларки
Нижние Куларки — село в Сретенском районе Забайкальского края России. Входит в состав сельского поселения «Верхне-Куларкинское». Основано в 1785 году.

## География
Село находится в северо-восточной части района, на левом берегу реки Шилки, на расстоянии примерно 106 километров (по прямой) к северо-востоку от города Сретенска. Абсолютная высота — 394 метра над уровнем моря.
Климат
Климат характеризуется как резко континентальный с продолжительной холодной малоснежной зимой и коротким тёплым летом. Среднегодовая температура воздуха составляет −5,3 — +3 °С. Средняя многолетняя температура самого холодного месяца (января) составляет −28 — −24 °С (абсолютный минимум — −55 °С), температура самого тёплого (июля) — 16 — 19 °С (абсолютный максимум — 40 °С). Безморозный период длится в течение 80 — 100 дней. Среднегодовое количество осадков — 350—400 мм.
Часовой пояс
Село Нижние Куларки находится в часовой зоне МСК+6. Смещение применяемого времени относительно UTC составляет +9:00.

## Население
| 2010 | 2021 |
| ---- | ---- |
| 175  | ↘131 |

Половой состав
По данным Всероссийской переписи населения 2010 года в гендерной структуре населения мужчины составляли 52 %, женщины — соответственно 48 %.
Национальный состав
Согласно результатам переписи 2002 года, в национальной структуре населения русские составляли 99 % из 212 чел.